# 仙臨橋
仙臨橋 (ソニムギョ，Korean: 선임교; Hanja: 仙臨僑; RR: Seonimgyo; MR: Sŏnimkyo) は、大韓民国済州島西帰浦市の天帝淵の滝の上空にあるアーチ橋である。両側に各々7名の仙女が彫られている。この橋は、天帝淵の滝の第2段の滝と第3段の滝を結ぶ渓流を跨いでいる。

この橋は、七仙女橋(Korean: 칠선녀교; RR: Chilseonyeogyo)とも呼ばれる。仙女たちは、夜に天界から7名の美しい仙女が降りてくるという朝鮮の伝説を象徴している。仙臨橋はこの地域でOjakgyo (오작교)が設計した最初の橋である。竣工は1984年で、韓国観光公社が費やした工費は約4億ウォンである。観光客は通行料を払う必要がある。橋には100基のバラスターと34基の夜間に点灯する灯籠が設置されている。 カラムは鋼鉄製で片側に7体ずつ計14体の大きさ20mの仙女の像が取り付けられている。全ての仙女は各々楽器を演奏している。

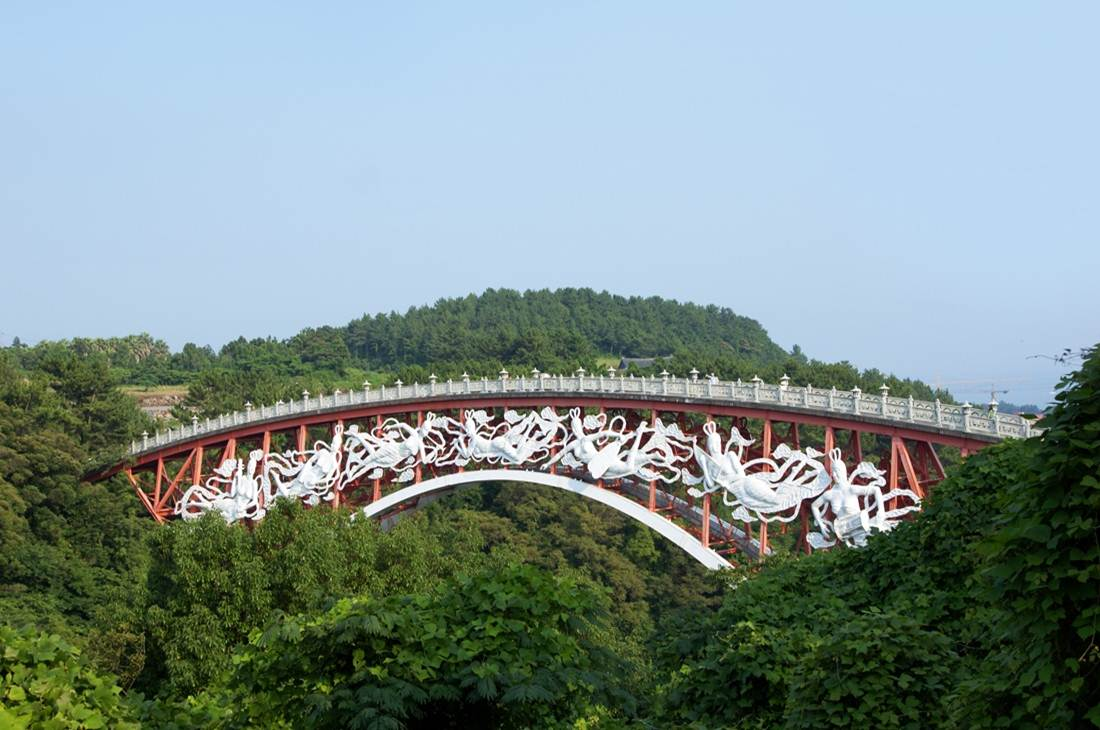
仙臨橋

仙臨橋の長さは128m，高さは78m，幅4mで重量は230メトリックトンである 。

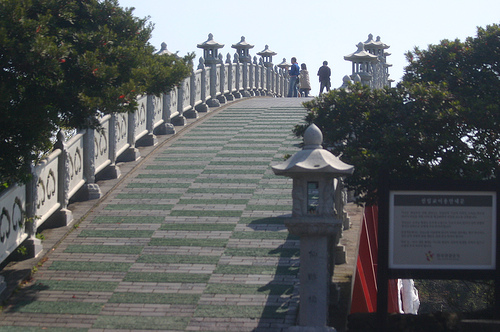
仙臨橋の入り口

この橋は済州島の観光名所であり、天帝淵の滝と中文観光団地を結ぶ歩行者専用道である。